# Violarita
La violarita és un mineral de la classe dels minerals sulfurs, i dins d'aquesta pertany a l'anomenat “grup de la linneïta”. Va ser descoberta l'any 1924 a una mina prop de Gran Sudbury, a Ontario (Canadà), sent nomenada així pel color violeta que pot presentar.

## Característiques químiques
És un sulfur anhidre de ferro i níquel. Com a molts minerals del grup de la linneïta al qual pertany, presenta l'estructura química de l'espinel·la.
A més dels elements de la seva fórmula, sol portar com a impureses: cobalt i coure.

## Formació i jaciments
Es forma amb origen hidrotermal juntament amb altres sulfurs metàl·lics.
Sol trobar-se associat a altres minerals com: pirrotina, mil·lerita, calcopirita o pentlandita.

## Usos
Té importància geològica com a mena del metall de níquel.